# ТЕС Пунта-Гранде
ТЕС Пунта-Гранде – теплова електростанція на іспанському острові Лансароте (Канарські острови).
Основне обладнання ставало до ладу кількома чергами:
- в 1986 – 1987 роках ввели в дію три генераторні установки на основі двигунів внутрішнього згоряння потужністю по 7,5 МВт;
- у 1988-му стала до ладу встановлена на роботу у відкритому циклі газова турбіна потужністю 25 МВт;
- в 1989 роках ввели в дію дві генераторні установки на основі двигунів внутрішнього згоряння потужністю по 15,5 МВт;
- в 1992 роках запустили одну генераторну установку на основі двигуна внутрішнього згоряння потужністю 24 МВт;
- у 1998-му стала до ладу встановлена на роботу у відкритому циклі газова турбіна потужністю 37,5 МВт;
- в 2002 році ввели в дію дві генераторні установки MAN 18V48/60 потужністю по 18,4 МВт;
- з 2006 по 2015 рік ввели в дію три генераторні установки MAN 18V48/60 потужністю по 18,5 МВ.
Таким чином, загальна потужність ТЕС досягнула 232 МВт, втім, цей показник характеризує брутто-потужність, тоді як нетто-потужність складала лише 205 МВт. Станом на 2022 рік за станцією продовжувало рахуватись все ті ж 13 установок та турбін, проте з урахуванням зупинки застарілого обладнання фактична потужність станції рахувалась вже лише як 175 МВт. 
Станція розрахована на споживання нафтопродуктів.
Розповсюдження електроенергії на Лансароте відбувається під напругою 66 кВ та 132 кВ.